# Dodartia
Dodartia, monogenerički rod višegodišnjeg raslinja iz porodice Mazaceae, dio reda medićolike. Jedina vrsta je D. orientalis, rasprostranjena od Kavkaza, Turske i europske Rusije na istok do Kine

## Staništa
Obale jaraka, obrađena polja, u pustarama, pustinja, suha riječna korita; ispod 1200 m. Gansu, Nei Mongol, Sichuan, Xinjiang, Kazahstan, Kirgistan, Mongolija, Rusija, Tadžikistan, Turkmenistan, Uzbekistan.

## Opis
Zeljaste biljke, visoke 15-50 cm, u mladosti gole ili rijetko vlasičaste. Korijenje je čvrsto, izduženo do 20 cm. Stabljike sa smeđe-žutim ljuskama blizu baze; grane, tanke, uglate. Listovi bazalno nasuprotni, na vrhu često naizmjenični; plojka lista ljuskasta do široko linearna, 1-4 cm, rub cijeli ili rijetko nazubljen. Grozdovi izduženi, s 3-7 cvjetova. Peteljka 0,5-1 mm. Čaška ca. 4 mm; režnjevi široko trokutasti, podjednaki. Vjenčić ljubičast do tamnoljubičastocrven, 1,5-2,5 cm; donje usne gusto žljezdano dlakave, bočni režnjevi suborbikularni, srednji režanj jezičast; gornja usna jajasta, ravna. Prašnici ljubičasti. Jajnik jajolik okruglast, ca. 1,5 mm. Stil linearan, gol. Kapsula smeđa do tamnosmeđa, oko 5 mm u promjeru, vrh šiljast. Sjemenke crne, jajolike, 0,5-0,7 mm. Cvatnja od svibnja do rujna.

## Sinonimi
- Dodartia atrocoerulea Pavlov; Vestn. Akad. Nauk Kazakhsk. S.S.R. 5: 91 (1952)
- Dodartia virgata Moench; Methodus 446 (1794)

## Vanjske poveznice
Comparative plastid genomics of Mazaceae: focusing on a new recognized genus, Puchiumazus